# مسجد مريم زماني بيكم
مسجد مريم زماني بيكم (بالأردية: مریم زمانی بیگم مسجد کی) أو مسجد بيكم شاهي (بالأردية: مسجد بیگم شاہی) هو مسجد يقع في مدينة لاهور المسورة في اقليم البنجاب من باكستان، بني المسجد من قبل نور الدين سليم جهانكير لأمه مريم زماني (راكيماري هير كونوار) وهي الزوجة الهندوسية لللامبراطور المغولي أكبر عام 1614 ، يقع المسجد داخل بوابة ماستي القديمة ويعد واحدا من مساجد لاهور الأولى، استخدم المسجد كمصنع للبارود من قبل رانجيت سينغ ، وأصبح المسجد يعرف باسم بارود خانا، و في عام 1850 أعيد المسجد للمسلمين في مدينة لاهور، والذين كانوا قادرين على المساهمة في بنائه من جديد .

## وصلات خارجية
- موقع المسجد
- صور المسجد